# Lunax
Lunax är en kommun i departementet Haute-Garonne i regionen Occitanien i södra Frankrike. Kommunen ligger i kantonen Boulogne-sur-Gesse som tillhör arrondissementet Saint-Gaudens. År 2018 hade Lunax 64 invånare.

## Befolkningsutveckling
Antalet invånare i kommunen Lunax
Referens:INSEE